# Condizione della frequenza di Bohr
La condizione della frequenza di Bohr (o secondo postulato di Bohr) è un postulato del modello atomico di Bohr, proposto da Niels Bohr nel 1913 che afferma che l'atomo irraggia energia solamente quando, per un qualche motivo, un elettrone effettua una transizione da uno stato stazionario ad un altro. La frequenza {\displaystyle \nu } della radiazione è legata all'energia del livello di partenza e di quello di arrivo dalla relazione:
{\displaystyle \nu ={\frac {|E_{i}-E_{f}|}{h}}}
dove {\displaystyle h} è la costante di Planck, mentre {\displaystyle E_{i}} ed {\displaystyle E_{f}} sono le energie dell'orbita iniziale e finale (secondo la teoria classica, invece, la frequenza della radiazione emessa avrebbe dovuto essere uguale a quella del moto periodico della particella carica).
L'energia che l'atomo scambia con il campo elettromagnetico soddisfa dunque sia il principio della conservazione dell'energia, sia la relazione tra l'energia e la frequenza introdotta da Planck. Notiamo, però, che nel suo lavoro Bohr non chiama in causa i quanti di luce di Einstein, dei quali sarà un deciso oppositore fino al 1924.
Da questa condizione si giunge facilmente all'equazione di Rydberg.